# Cayeux-sur-Mer
 Cayeux-sur-Mer  es una población y comuna francesa, en la región de Picardía, departamento de Somme, en el distrito de Abbeville y cantón de Saint-Valery-sur-Somme.

## Demografía
| 2724 | 2750 | 2862 | 2649 | 2856 | 2781 |
| Para los censos de 1962 a 1999 la población legal corresponde a la población sin duplicidades (Fuente: INSEE [Consultar]) |      |      |      |      |      |